# 끼에우꽁한
끼에우꽁한(베트남어: Kiều Công Hãn / 矯公罕 교공한)은 베트남 십이사군 중 한 사람이다. 칭호는 끼에우땀쩨(베트남어: Kiều Tam Chế / 矯三制 교삼제)이다. 봉주(峰州, 현재의 빈푹성 빈뜨엉현과 푸토성 비엣찌시 일대)를 근거지로 삼았다. 967년, 딘보린에게 멸망당했다. 《안남지략(安南志略)·오대시참절(五代時僭竊)》에 따르면 '교지좌(矯知佐)'란 호칭을 가진 인물이 봉주(峰州)를 할거하였다고 하며, 구양수의 《신오대사·남한세가(南漢世家)·유창(劉鋹)》에는 그를 '교지우(矯知祐)'로 적고 있다.